# Ain Rannaleet
Ain Rannaleet (bürgerlicher Name Rudolf Laurent, * 12. Maijul. / 25. Mai 1904greg. in Simitizy, estn. Simititsa, russ. Зимитицы, Gouvernement Sankt Petersburg; † 11. November 1937 in Leningrad) war ein estnischer Schriftsteller.

## Leben
Ain Rannaleet wurde in Simitizy geboren, das an der Bahnstrecke von Narva nach Sankt Petersburg liegt und wo es seit 1884 eine estnische Siedlung gab, die unter anderem von seinen Großeltern aufgebaut wurde. Rannaleet durchlief im selben Ort die Volksschule und übersiedelte 1920 nach Petrograd, wo er am Landwirtschaftstechnikum und 1926–1931 am Herzen-Institut studierte. Parallel dazu war er ab 1930 in verschiedenen Funktionen als Lehrkraft tätig. 1937 fiel er jedoch den Stalinschen Säuberungen zum Opfer und wurde am 28. August des Jahres inhaftiert. Gut zehn Wochen später wurde er in Leningrad exekutiert.

## Werk
Seine ersten Gedichte veröffentlichte Rannaleet in sowjetestnischen Publikationen, die ab 1920 in Sowjetrussland erschienen. Diese Lyrik spiegelte den revolutionären Kampf der Zeit wider, zumal Rannaleet auch einer der Gründer der estnischen Sektion der proletarischen Schriftstellervereinigung von Leningrad war. Gleichzeitig stehen aber auch Natur- und Heimatlyrik im Vordergrund und ein geradezu „romantisches Lebensgefühl, er begreift den Konflikt zwischen der alten Dorfgemeinschaft und der städtischen Kultur.“
Ain Rannaleet verfasste auch ein Schauspiel und Kurzprosa. Seine Wirkung blieb nicht auf die russlandestnischen Kreis beschränkt, er wurde in bescheidenem Ausmaße auch im Estland der Zwischenkriegszeit rezipiert und korrespondierte beispielsweise mit Valter Kaaver und Nigol Andresen. Rudolf Sirge besuchte Rannaleet 1929 während seiner Reise in die Sowjetunion.

## Bibliografie
- Veli ('Der Bruder'). Leningrad: Külvaja 1927. 67 S.
- Õhtused külad ('Abendliche Dörfer'). Leningrad: Külvaja 1928. 48 S.
- Luuletused ('Gedichte'). Koost. ja järeslsõna kirjutanud Ants Salum. s. l.: Kentaur 2006. 192 S.